# Cossura rostrata
Cossura rostrata är en ringmaskart som beskrevs av Fauchald 1972. Cossura rostrata ingår i släktet Cossura och familjen Cossuridae. Inga underarter finns listade i Catalogue of Life.